# 51
Évszázadok: i. e. 1. század – 1. század – 2. század
Évtizedek: 1-es évek – 10-es évek – 20-as évek – 30-as évek – 40-es évek – 50-es évek – 60-as évek – 70-es évek – 80-as évek – 90-es évek – 100-as évek
Évek: 46 – 47 – 48 – 49 –  50 – 51 – 52 – 53 – 54 – 55 – 56

## Események

### Római Birodalom
- Claudius császárt (ötödször) és Servius Cornelius Scipio Salvidienus Orfitust (helyettese szeptembertől Lucius Calventius Vetus Carminius, novembertől Titus Flavius Vespasianus) választják consulnak.
- Agrippina császárné közbenjárására Sextus Afranius Burrus lesz a praetoriánus gárda prefektusa.
- Agrippina fiát, Nerót idő előtt felnőttnek nyilvánítják és kinevezik az ifjúság vezérének (Princeps iuventutis).
- Gabonahiány Rómában; a feldühödött tömeg igazságszolgáltatás közben felelősségre vonja Claudius császárt, akit katonasággal kell kiszabadítani közülük.
- Pharaszmanész ibériai király megtámadja a római klienskirályság Örményországot, hogy trónjára öccse, Mithridatész helyett fiát, Rhadamisztoszt ültesse. Mithridatészt ostrom alá veszik egyik erődjében, majd tárgyalásra hívják és Rhadamisztosz meggyilkoltatja.
- I. Vologaészész pártus király erős hadsereggel bevonul Örményországba, hogy öccsét, Tiridatészt ültesse a trónra.

### Pártus Birodalom
- Meghal II. Gotarzész király. A trónt az Arsakida-dinasztia egyik mellékágához tartozó II. Vonónész (addig Média Atropaténé királya) foglalja el, de néhány hónap múltán ő is meghal és fia, I. Vologaészész követi.

## Születések
- október 24. – Domitianus római császár

## Halálozások
- II. Gotarzész, pártus király
- II. Vonónész, pártus király
- Mithridatész, örmény király
- Lucius Vitellius, római politikus, Vitellius császár apja